# Michel Bensoussan
Michel Bensoussan (Pau, 5 gennaio 1954) è un ex calciatore francese, di ruolo portiere.

## Carriera

### Club
Ha sempre giocato nel campionato francese.

### Nazionale
Pur senza scendere mai in campo ha conquistato la medaglia d'oro alle Olimpiadi del 1984.